# Фінал кубка Англії з футболу 1959
Фінал кубка Англії з футболу 1959 — 78-й фінал найстарішого футбольного кубка у світі. Учасниками фіналу були «Ноттінгем Форест» і «Лутон Таун». Володарем кубкового трофею став «Ноттінгем Форест».

## Шлях до фіналу
| «Ноттінгем Форест»          | «Ноттінгем Форест» | «Ноттінгем Форест»                                                               | Раунд           | «Лутон Таун»   | «Лутон Таун» | «Лутон Таун»                                                      |
| --------------------------- | ------------------ | -------------------------------------------------------------------------------- | --------------- | -------------- | ------------ | ----------------------------------------------------------------- |
| Суперник                    | Результат          | Матчі                                                                            |                 | Суперник       | Результат    | Матчі                                                             |
| «Тутінг-енд-Мітчем Юнайтед» | 5—2                | 2—2 на виїзді, 3—0 вдома (перегравання)                                          | Третій раунд    | «Лідс Юнайтед» | 5—1          | 5—1 вдома                                                         |
| «Грімсбі Таун»              | 4—1                | 4—1 вдома                                                                        | Четвертий раунд | «Лестер Сіті»  | 5—2          | 1—1 на виїзді, 4—1 вдома (перегравання)                           |
| «Бірмінгем Сіті»            | 7—2                | 1—1 на виїзді, 1—1 вдома (перегравання), 5—0 на нейтральному полі (перегравання) | П'ятий раунд    | «Іпсвіч Таун»  | 5—2          | 5—2 на виїзді                                                     |
| «Болтон Вондерерз»          | 2—1                | 2—1 вдома                                                                        | Шостий раунд    | «Блекпул»      | 2—1          | 1—1 на виїзді, 1—0 вдома (перегравання)                           |
| «Астон Вілла»               | 1—0                | 1—0 на нейтральному полі                                                         | 1/2 фіналу      | «Норвіч Сіті»  | 1—0          | 1—1 на нейтральному полі, 1—0 на нейтральному полі (перегравання) |

## Матч
| 2 травня 1959 |

| Ноттінгем Форест     | 2:1      | Лутон Таун |
| -------------------- | -------- | ---------- |
| Двайт 10' Вілсон 14' | Протокол | Пейсі 66'  |

| Вемблі, Лондон Глядачів: 100 000 Арбітр: Джек Клоу |

|  |  |

|                  |  |                  |  |
|                  |  |                  |  |
| В                |  | Чік Томпсон      |  |
| З                |  | Білл Вейр        |  |
| З                |  | Джо Макдональд   |  |
| ПЗ               |  | Джефф Вайтфут    |  |
| ПЗ               |  | Боб Маккінлі     |  |
| ПЗ               |  | Джек Баркітт (к) |  |
| ПЗ               |  | Джонні Квіглі    |  |
| Н                |  | Рой Двайт        |  |
| Н                |  | Томмі Вілсон     |  |
| Н                |  | Біллі Грей       |  |
| Н                |  | Стюарт Імлах     |  |
| Головний тренер: |  |                  |  |
| Біллі Вокер      |  |                  |  |

|                  |  |                  |  |
|                  |  |                  |  |
| В                |  | Рой Бейнгем      |  |
| З                |  | Брендан Макноллі |  |
| З                |  | Кен Гоукс        |  |
| ПЗ               |  | Джон Гроувз      |  |
| ПЗ               |  | Сід Оуен (к)     |  |
| ПЗ               |  | Дейв Пейсі       |  |
| ПЗ               |  | Біллі Бінгем     |  |
| Н                |  | Аллан Браун      |  |
| Н                |  | Боб Мортон       |  |
| Н                |  | Джордж Каммінс   |  |
| Н                |  | Тоні Грегорі     |  |
| Головний тренер: |  |                  |  |
| Сід Оуен         |  |                  |  |